# Heteropsomys antillensis
Espèce
Synonymes
- Homopsomys antillensis Anthony, 1917

Statut de conservation UICN

 EX  : Éteint
Heteropsomys antillensis, le Grand rat épineux de Porto Rico, était une espèce d’Echimyidae originaire de Porto Rico. Elle est maintenant éteinte, probablement depuis 1750[réf. à confirmer].

## Publication originale
- Anthony, 1917 : New fossil rodents from Porto Rico, with additional notes on Elasmodontomys obliquus Anthony and Heteropsomys insulans Anthony. Bulletin of the American Museum of Natural History, vol. 2, p. 329–435 (texte original).